# سيليا مونيديرو
سيليا مونيديرو كاراسكو (بالإسبانية: Celia Monedero Carrasco) هي ممثلة إسبانية، ولدت في 27 أبريل 2000 في مدريد في إسبانيا.

## روابط خارجية
- Celia Monedero على موقع IMDb (الإنجليزية)